# Xylopia
Xylopia es un género de plantas de la familia de las annonáceas, orden Magnoliales. Hay 160 especies distribuidas en Asia, África y las Américas.

## Descripción
Son arbustos o árboles con hojas cartáceas a subcoriáceas, el nervio principal plano o impreso en el haz; pecíolos canaliculados. Flores solitarias o inflorescencias de pocas flores, axilares o dispuestas en las ramas viejas; sépalos valvados, connados solamente en la base o fusionados en una cúpula; pétalos 6, valvados, subiguales, carnosos, lineares a ovados; estambres numerosos, anteras con conectivos ensanchados, discoides o alargados; carpelos pocos a numerosos, ovarios incluidos en el androceo, óvulos 2–10. Fruto un fascículo de monocarpos cortamente estipitados, cilíndricos a subglobosos o claviformes, dehiscentes por medio de una sutura opuesta a la sutura carpelar; semillas negras con arilo blanco.

## Taxonomía
El género fue descrito por Carlos Linneo y publicado en Systema Naturae, Editio Decima 2: 1241, 1250, 1378. 1759. La especie tipo es: Xylopia muricata L. 

## Especies
| - Xylopia aethiopica (Dunal) A.Rich. - granos de Zelin, habzeli de África, pimentero de Etiopía, pimienta de Etiopía. - Xylopia aromatica (Lam.) Mart. - Xylopia benthamii R.E.Fr. - Xylopia bocatorena Schery - Xylopia calycina R.E.Fr. - Xylopia carninativa R.E.Fr. - Xylopia chivantinensis Aristeg. - Xylopia chrysophylla Louis ex Boutique - Xylopia cinerea Sandwith - Xylopia crinita R.E.Fr. - Xylopia cuspidata Diels - Xylopia degeneri A.C.Sm. - Xylopia densiflora R.E.Fr. - Xylopia densifolia Elmer - Xylopia egleriana Aristeg. ex Maas - Xylopia frutescens Aubl. - Xylopia macrantha Triana & Planch. - Xylopia manausensis Aristeg. - Xylopia meridensis Pittier - Xylopia micans R.E.Fr. - Xylopia nigricans Hook.f. & Thomson - Xylopia nitida Dunal - Xylopia obtusifolia (A.DC.) A.Rich. - guabica de Cuba, guimba de Cuba. - Xylopia parviflora Spruce - Xylopia pierrei Hance - Xylopia pittieri Diels - Xylopia polyantha R.E.Fr. - Xylopia prancei Aristeg. - Xylopia pulcherrima Sandwith - Xylopia sericea A.St.-Hil. - Xylopia sericophylla Standl. & L.O.Williams - Xylopia spruceana Benth. - Xylopia surinamensis R.E.Fr. - Xylopia tembelingensis M.R.Hend. - Xylopia trichostemon R.E.Fr. - Xylopia usitata Diels - Xylopia vielana Pierre - Xylopia xylantha R.E.Fr. |

- Lista completa de especies